# Makád
Makád is een plaats (község) en gemeente in het Hongaarse comitaat Pest. Makád telt 1306 inwoners (2001).